# Блуза

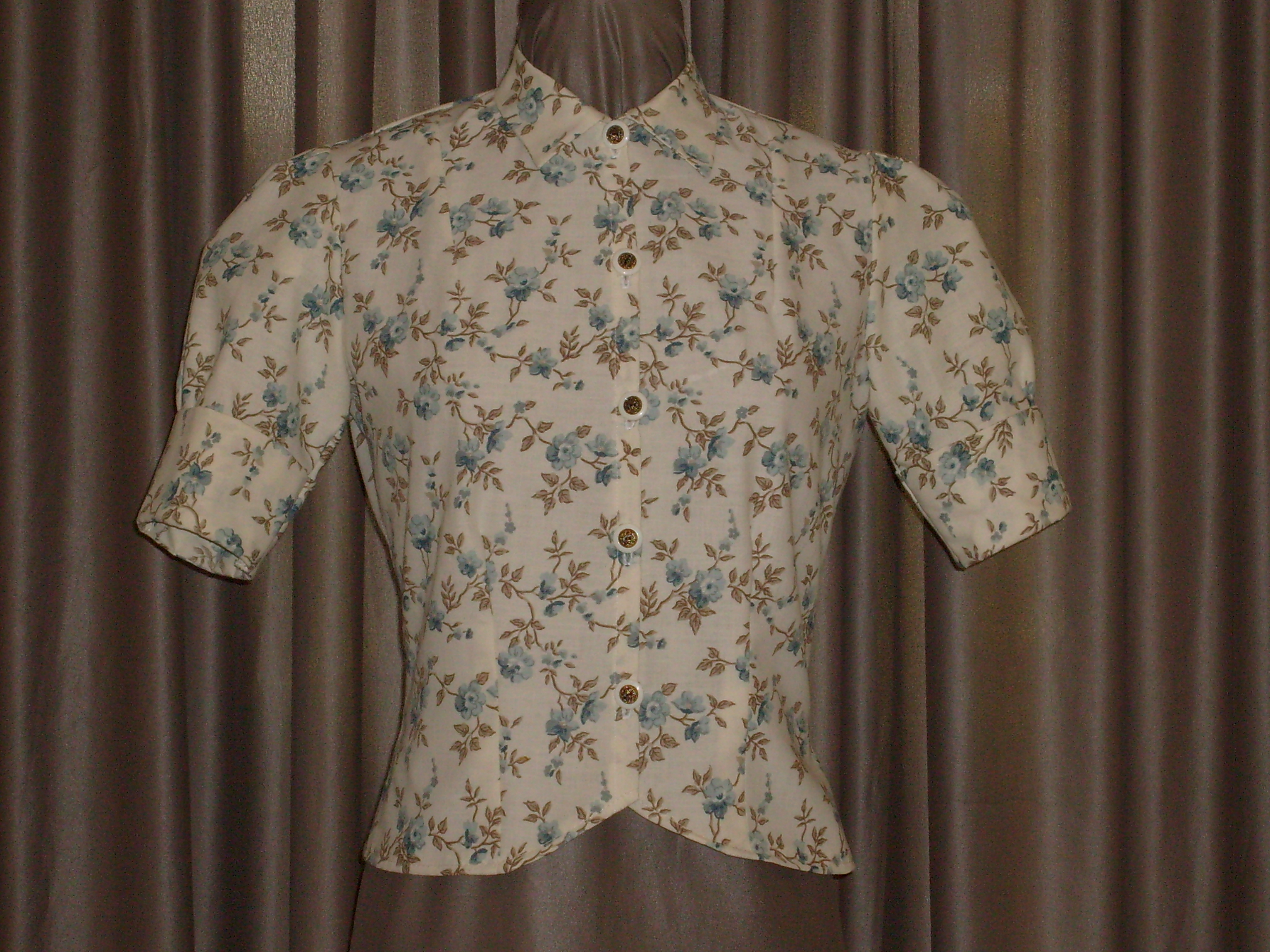
Сучасна блуза

Блузка (від фр. blouse — «халат», «роба») — жіночий легкий одяг з тонкої тканини у вигляді короткої приталеної сорочки. Блуза містить рукави, комір і манжети. Часто застібається на ґудзики, але бувають і схожі на туніки блузи. Поширені прикраси у вигляді жабо, оборок, рюшів, а також аплікації з бісеру. Біла блуза — невід'ємний елемент суворого ділового стилю. Зазвичай блузи носять разом зі спідницями.
Блуза — верхній легкий робочий одяг, простора сорочка, яку носять без пояса. Це перетворене часом середньовічне бліо. Одяг як чоловіків, так і жінок. Особливою популярністю користувалася у робітничих і сільських жителів. Здавна була частиною військової уніформи.

## Історія
У 1860-ті роки французька імператриця Євгенія Монтіхо першою надягнула Гарібальдійську сорочку. Модель повторювала одяг солдатів, які складали військо італійського лідера Джузеппе Гарібальді. Червона блуза мала відкладний комір, довгі рукави на манжеті, складки на грудях вздовж застібки і пояс.
В епоху модерну блузу носили зі спідницею або надягали під жакет. В жіночому костюмі вона часто нагадувала чоловічу сорочку. На початку 90-х років XIX ст. в блузах з'явилися пишні рукави у вигляді кулі, які у 1897 році поступилися вузьким, з невеликим буфом біля плеча.
На початку XX ст. стали популярними блузи у «стилі Гібсона», які були прикрашені складками або плісировкою. Після Першої світової війни блуза характеризувалася прямим силуетом, довжиною до лінії стегон і нижче, часто з широким пришивним поясом по низу. У 1930-ті роки в моду входять приталені блузи з широкими плечима і глибоким декольте, які підкреслюють плавні вигини силуету і тонку талію.
У 1950-ті роки легендарна Коко Шанель розробила шовкову блузу з коміром-бантом. Біла блуза стала невід'ємною частиною ділового костюму. У 1964 році Руді Гернрайх продемонстрував напівпрозорі блузи, які можна було носити без бюстгальтера.
В наступні два десятиліття блуза стала символом феміністичного руху. Її шиють із синтетичних матеріалів і активно експериментують з типом коміру. З того часу блуза набула нового обліку завдяки прикрасам і аксесуарам. На межі тисячоліть в моду входять консервативні блузи з квадратною лінією плеча або заокругленою горловиною, а також блузи з відкритими плечима та оголеним торсом.

## Сьогодення
У сучасному світі моди блуза є найзатребуванішим предметом жіночого гардеробу. Її можна вдягнути в офіс на роботу, прогулянку, на романтичне побачення, а також на майку, футболку або водолазку. Блуза вдало поєднується з класичними брюками, джинсами, спідницями та комбінезонами. Вона здатна надати образу жіночності та сексуальності, підкреслити стриманість і навіть деяку суворість фасону.
Існує велике різноманіття моделей блуз. Залежно від типу, вона може мати довгий або короткий рукав. В дизайнерських колекціях завжди присутні класичні та яскраві відтінки, в яких наявні різноманітні коміри та елементи декору.

## Види блуз
Сучасні блузи — це величезна кількість моделей, фасонів, матеріалів та оздоблення. Серед них можна виділити наступні види:
- Бардотка (бюст'є, корсаж) — вид супероблягаючої блузи, створеної за типом корсету. Названа на честь французької акторки Бріжіт Бардо.
- Батник — блуза приталеного силуету, що має застібку на планці.
- Блуза без застібки і коміру — модний фасон блузки у 2012—2013 роках.
- Блуза в стилі мілітарі — модель блузи, що має схожість з військовою формою за кроєм і декором: з металевими ґудзиками, накладними кишенями, погонами, планками. Колірна гамма включає характерні для військових обмундирування тони — хакі, оливковий, пісочний, сірий, темно-синій, зелений.
- Блуза з коміром «апаш» — блуза з стояче-відкладним коміром, що використовується як елемент офісного костюму, так як дозволяє пов'язати фірмову косинку, краватку або шарф.
- Блуза з коміром-бантом — фасон блузи, створений Коко Шанель наприкінці 50-х років XX ст.
- Блуза з V-подібним вирізом горловини — модель, що дозволяє візуально збільшити довжину шиї.
- Блуза у селянському стилі — особливий тип блузи вільного крою, з широким вирізом горловини, яка може бути на резинці або стягуватись зав'язками. Модель має короткі пишні або довгі рукави. На талії блуза стягується резинкою або поясом, тим самим підкреслюючи її лінію.
- Блузон — блуза з притачним поясом, резинкою або кулискою в нижній частині, яка носиться навипуск.
- Класична жіноча блуза — фасон блузи приталеного силуету з стояче-відкладним коміром та застібкою на ґудзики.
- Ковбойка — блуза у вигляді сорочки чоловічого типу з картатої тканини.
- Косоворотка — блуза без коміру, що має асиметричну пряму застібку.
- Комбідрес — гібрид блузи з трусиками.
- Сорочка-поло — виріб з коміром-стійкою або невеликим стояче-відкладним коміром, що має застібку на три ґудзики.
- Сорочка — блуза стилю «унісекс» зі смугастого або однотонного матеріалу.
- Такседо — класична блуза з довгим вузьким рукавом у формальному діловому стилі з коміром-стійкою і кокеткою на грудях у дрібну складку. Дана модель була популярною у 1960-ті роки, коли виразно проявилась тенденція маскулінізації жіночої моди з її одночасною емансипацією.
- Туніка — подовжена, вільного крою блуза, яка носиться в поєднанні з легінсами, джинсами, брюками різної довжини і шортами.
- Хенлі — блуза без коміру з дуже глибоким вирізом або без нього і короткою застібкою.
- Шелл — проста за кроєм блуза вільного силуету з круглим неглибоким вирізом горловини, яка нагадує закриту майку без рукавів.
- Шемізьє — жіноча класична блуза вільного крою, яка носиться навипуск.